# Steuben farkasfalka
A Steuben farkasfalka a Kriegsmarine tengeralattjárókból álló második világháborús támadóegysége volt, amely összehangoltan tevékenykedett 1941. november 14. és 1941. december 2. között az Atlanti-óceán északi részén, főleg a Brit-szigetektől nyugat-délnyugatra. A Steubenfarkasfalka hat búvárhajóból állt, amelyek három hajót (17 979 brt) süllyesztettek el. A tengeralattjárók nem szenvedtek veszteséget. A farkasfalkát Friedrich Wilhelm von Steuben tábornokról nevezték el.

## A farkasfalka tengeralattjárói
| A hajó száma | Parancsnoka           | Részvétel kezdete  | Részvétel vége    |
| ------------ | --------------------- | ------------------ | ----------------- |
| U–43         | Wolfgang Lüth         | 1941. november 14. | 1941. december 2. |
| U–105        | Georg Schewe          | 1941. november 14. | 1941. december 2. |
| U–372        | Heinz-Joachim Neumann | 1941. november 19. | 1941. december 2. |
| U–434        | Wolfgang Heyda        | 1941. november 14. | 1941. december 1. |
| U–574        | Dietrich Gengelbach   | 1941. november 14. | 1941. december 1. |
| U–575        | Günther Heydemann     | 1941. november 14. | 1941. december 2. |

## Elsüllyesztett és megrongált hajók
| Dátum              | A búvárhajó száma | A hajó neve  | Nemzetisége        | Vízkiszorítása (brt) | Konvoj |
| ------------------ | ----------------- | ------------ | ------------------ | -------------------- | ------ |
| 1941. november 29. | U–43              | Thornliebank | Egyesült Királyság | 5569                 | OS–12  |
| 1941. november 29. | U–43              | Ashby        | Egyesült Királyság | 4868                 | OS–12  |
| 1941. december 2.  | U–43              | Astral       | Egyesült Államok   | 7542                 |        |